# リスク中立確率
リスク中立確率（リスクちゅうりつかくりつ、英: risk-neutral probability）とは、金融経済学や数理ファイナンス、金融工学などにおいて、金融資産の理論的な価格を決定するために用いられる仮想上の確率である。確率測度であることを強調して、リスク中立確率測度（英: risk-neutral probability measure）やリスク中立測度（英: risk-neutral measure）と呼ばれたり、またその数学的特性から同値マルチンゲール測度（英: equivalent martingale measure）と呼ばれることもある。リスク中立確率の下では全ての資産価格が（局所）マルチンゲールとなる。多くの資産価格理論において中核的な役割を果たしており、確率的割引ファクターや無裁定価格理論などとも深く関連する重要な概念である。

## 概要
リスク中立確率とは資産価格がマルチンゲールとなるような仮想上の確率を指す。確率空間 {\displaystyle (\Omega ,{\mathcal {F}},\mathbb {P} )} 上において、リスク中立確率測度 {\displaystyle {\widetilde {\mathbb {P} }}} とは、以下の2条件を満たす確率測度を言う。
1. {\displaystyle \mathbb {P} } と {\displaystyle {\widetilde {\mathbb {P} }}} は同値（互いに絶対連続）である。
2. 任意の金融資産の価格とそのインカム・ゲインの和を安全資産の利子率で割り引いたものはリスク中立確率測度 {\displaystyle {\widetilde {\mathbb {P} }}} の下で（局所）マルチンゲールとなる。

例えば、離散時間モデルの場合、任意の金融資産 {\displaystyle i} の価格 {\displaystyle p_{i,t}} について以下の式が成立する。
{\displaystyle p_{i,t}={\widetilde {E}}_{t}\left[{\frac {p_{i,t+1}+d_{i,t+1}}{1+r_{\mathrm {f} ,t+1}}}\right]}
ここで {\displaystyle d_{i,t+1}} は金融資産 {\displaystyle i} の時点 {\displaystyle t+1} におけるインカム・ゲインであり、{\displaystyle r_{\mathrm {f} ,t+1}} は安全資産の利子率である。{\displaystyle {\widetilde {E}}_{t}} は確率測度 {\displaystyle {\widetilde {\mathbb {P} }}} による、時点 {\displaystyle t} までの情報で条件づけられた条件付き期待値である。
連続時間モデルの場合は、インカム・ゲインの確率過程が区分的に連続ならば、次のような方程式が成立する。
{\displaystyle p_{i,t}={\widetilde {E}}_{t}\left[\int _{0}^{s}\exp \left\{-\int _{0}^{u}r_{\mathrm {f} ,t+v}dv\right\}d_{i,t+u}du+\exp \left\{-\int _{0}^{s}r_{\mathrm {f} ,t+u}du\right\}p_{i,t+s}\right]}
ただし、ここでの安全資産の利子率 {\displaystyle r_{\mathrm {f} ,t}} は指数レートによる連続時間においての利子率となる。

## 確率的割引ファクターとの関係
リスク中立確率測度は確率的割引ファクターの別表現とも言える。ここでは離散時間の場合について考えるが、連続時間においても同じ結論が成立する。リスク中立確率測度 {\displaystyle {\widetilde {\mathbb {P} }}} は確率測度 {\displaystyle \mathbb {P} } と同値であるので、ラドン＝ニコディム微分 {\displaystyle d{\widetilde {\mathbb {P} }}/d\mathbb {P} } が存在して
{\displaystyle p_{i,t}={\widetilde {E}}_{t}\left[{\frac {p_{i,t+1}+d_{i,t+1}}{1+r_{\mathrm {f} ,t+1}}}\right]=E_{t}\left[{\frac {p_{i,t+1}+d_{i,t+1}}{1+r_{\mathrm {f} ,t+1}}}{\frac {d{\widetilde {\mathbb {P} }}}{d\mathbb {P} }}\right]}
が成り立つ。ここで
{\displaystyle m_{t+1}={\frac {1}{1+r_{\mathrm {f} ,t+1}}}{\frac {d{\widetilde {\mathbb {P} }}}{d\mathbb {P} }}}
とすれば、
{\displaystyle p_{i,t}=E_{t}\left[m_{t+1}(p_{i,t+1}+d_{i,t+1})\right]}
となる。よって {\displaystyle m_{t+1}} は確率的割引ファクターである。

## アセットプライシングの基本定理
アセットプライシングの基本定理とは、リスク中立確率の存在や一意性についての必要十分条件を与える定理である。ファイナンスの基本定理と呼ばれることもある。金融市場の数学的定式化の違いにより定理の内容が若干異なるが、通常以下のように言及される。
アセットプライシングの第1基本定理
金融市場に裁定取引が存在しない必要十分条件は少なくとも1つ以上のリスク中立確率が存在することである。
アセットプライシングの第2基本定理
金融市場に裁定取引が存在しないと仮定する。この時、金融市場が完備である必要十分条件はリスク中立確率が一意に定まることである。